# Lithobius magnitergiferous
Lithobius magnitergiferous är en mångfotingart som beskrevs av Chongzhou 1996. Lithobius magnitergiferous ingår i släktet Lithobius och familjen stenkrypare. Inga underarter finns listade i Catalogue of Life.